# Горный (город Лесной)
Го́рный — микрорайон (внутригородской посёлок) в составе города Лесного Свердловской области России.

## География
Посёлок Горный расположен в 8 километрах к западу от основной части Лесного, внутри единого охраняемого периметра, на левом берегу реки Большой Именной.

## История
Строительство посёлка Горного в районе 35 квартала местного лесного хозяйства начиналось в 1950 году силами военных строителей и заключённых ГУЛАГа. Предполагалось, что со временем посёлок превратится в город с населением до 100 тысяч человек. Своё название получил из-за горного ландшафта.
Первоначально здесь было запланировано сооружение крупного подземного завода № 718 по регенерации отработанного ядерного топлива (директор — М. В. Проценко), проектной мощностью 1000 тонн урана в год. Строительство началось в соответствии с Постановлением СМ СССР от 14 февраля 1950 г. № 576—222 сс/оп «О строительстве завода № 718 Главгорстроя СССР». Промышленный объект строили с заглублением не менее 150 метров, чтобы он был недосягаем для возможного противника (даже для его атомных бомб). Планируемая численность персонала завода — 9350 чел., в том числе 1000 инженеров.
Активное строительство посёлка и дороги к нему развернулось в 1951 году. Однако в 1953-м недостроенное предприятие перепрофилировали, и оно вошло в состав завода № 814, переименованного в завод № 418 (ныне — комбинат «Электрохимприбор»).

## Достопримечательности
- Клуб «Звезда».
- Деревянная церковь во имя Святой Великомученицы Екатерины (заложена в 2001, освящена в 2010 г.)
- Бывший штрафной изолятор для заключённых (Карьер-1, территория к/с № 12).
- Памятный поклонный крест у места захоронения заключённых (установлен в 2004 г.)
- Плотина на реке Большая Именная.

## Транспорт
Между посёлком и основной частью Лесного курсирует автобус городского маршрута № 4.